# Аденінфосфорибозилтрансфераза
Аденінфосфорибозилтрансфераза (англ. Adenine phosphoribosyltransferase) – білок, який кодується геном APRT, розташованим у людей на короткому плечі 16-ї хромосоми.  Довжина поліпептидного ланцюга білка становить 180 амінокислот, а молекулярна маса — 19 608.
| 10         |  | 20         |  | 30         |  | 40         |  | 50         |
| ---------- |  | ---------- |  | ---------- |  | ---------- |  | ---------- |
| MADSELQLVE |  | QRIRSFPDFP |  | TPGVVFRDIS |  | PVLKDPASFR |  | AAIGLLARHL |
| KATHGGRIDY |  | IAGLDSRGFL |  | FGPSLAQELG |  | LGCVLIRKRG |  | KLPGPTLWAS |
| YSLEYGKAEL |  | EIQKDALEPG |  | QRVVVVDDLL |  | ATGGTMNAAC |  | ELLGRLQAEV |
| LECVSLVELT |  | SLKGREKLAP |  | VPFFSLLQYE |  |            |  |            |

A: Аланін

C: Цистеїн

D: Аспарагінова кислота

E: Глутамінова кислота

F: Фенілаланін

G: Гліцин

H: Гістидин

I: Ізолейцин

K: Лізин

L: Лейцин

M: Метіонін

N: Аспарагін

P: Пролін

Q: Глутамін

R: Аргінін

S: Серин

T: Треонін

V: Валін

W: Триптофан

Цей білок за функціями належить до трансфераз, глікозилтрансфераз. 
Локалізований у цитоплазмі.